# Matti Jutila (Ringer)
Matti Einari Jutila (* 17. September 1932 in Suoniemi, Tampere; † 30. März 2025) war ein kanadischer Ringer. Er nahm für Kanada an den Olympischen Sommerspielen im Jahr 1964 teil.

## Karriere
Der in der Stadt Suoniemi – heutzutage ein Stadtteil von Nokia – geborene Matti Jutila wurde vom Canadian Olympic Committee für die Olympischen Sommerspiele 1964 in Tokio nominiert. Er nahm als Ringer sowohl im griechisch-römischen Ringen als auch im Freistilringen teil. Im griechisch-römischen Stil traf er in der ersten Runde auf den Australier Don Cacas und qualifizierte sich durch einen Sieg für die zweite Runde. In dieser Runde unterlag er dem US-Amerikaner Ronald Finley.
Im Freistilringen traf Matti Jutila in der ersten Runde auf den Iraner Ibrahim Seifpour, den er besiegte und in die zweite Runde einzog. Dort wartete auf ihn der Finne Tauno Jaskari. Durch einen Sieg qualifizierte er sich für die dritte Runde und unterlag dort dem US-Amerikaner Bob Douglas, womit er aus den olympischen Wettbewerb ausschied.